# Конц, Карл Филипп

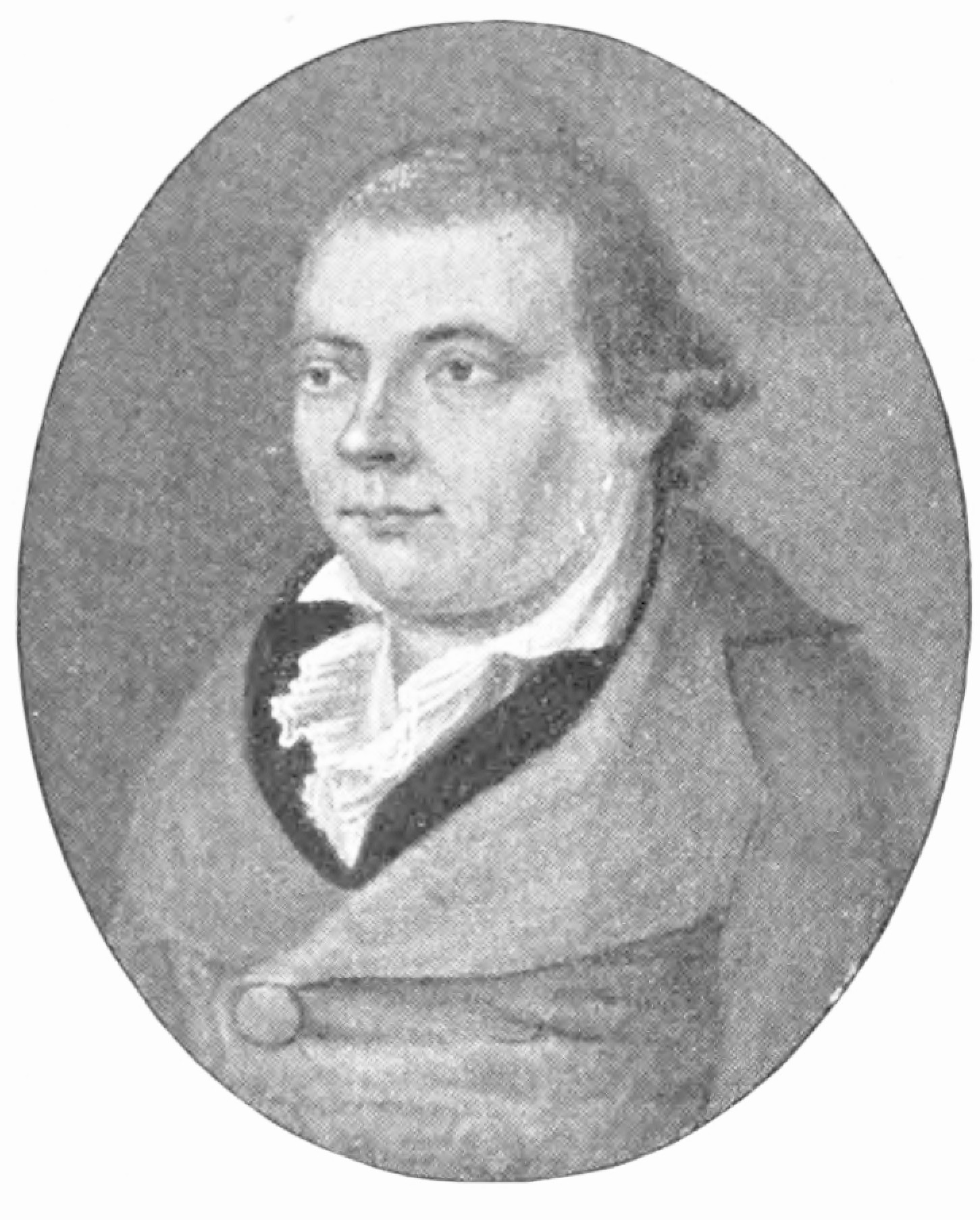
Карл Филипп Конц

Карл Филипп Конц (нем. Karl Philipp Conz; 28 октября 1762, Лорх — 20 июня 1827, Тюбинген) — немецкий поэт, переводчик и филолог.
Был проповедником в Штутгарте. Его стихотворения («Gedichte», 1818—1819) критика XIX века оценивала как замечательные по глубине мысли и задушевности, но слабые по форме. Очень ценны его переводы Сенеки, Тиртея, Эсхила, Аристофана и др.
Тонкий эстетический вкус он проявил в своих «Kleinere prosaische Schifften vermischten Inhalts» (1821—1822, 1825). Написал также: «Schicksale der Seelenwanderungshypothese» (1791), «Über Seneca’s Leben und Character» (1792) и «Abhandlungen für die Geschichte der Stoischen Philosophie» (1794).
Строки Конца М. Ю. Лермонтов взял эпиграфом к детской поэме «Кавказский пленник».